# Fuad Muzurović
Fuad Muzurović (sinh ngày 3 tháng 11 năm 1945) là một cựu cầu thủ và huấn luyện viên bóng đá người Bosna và Hercegovina. Ông từng dẫn dắt Đội tuyển bóng đá quốc gia Bosna và Hercegovina từ 1995-1998, 2006-2008.